# ويليام بي. روس
ويليام بي. روس (بالإنجليزية: William B. Ross)‏ هو سياسي أمريكي، ولد في 4 ديسمبر 1873 في دوفر في الولايات المتحدة، وتوفي في 2 أكتوبر 1924 في شايان في الولايات المتحدة. حزبياً، نشط في الحزب الديمقراطي. وقد انتخب حاكم وايومنغ ‏ (1923 – 2 أكتوبر 1924).